# Pogromy Armlederów
Pogromy Armlederów – seria pogromów ludności żydowskiej dokonanych w Alzacji w latach 1338–1339, przez bandy biedoty i chłopów.
W 1336 pewien szlachcic z Frankonii, utrzymując, że wypełnia powierzoną mu przez anioła wolę bożą zebrał oddział rycerzy i rozpoczął łupienie i mordowanie Żydów. Sami nazywali się  Judenschläger (Żydobójcami).
John Zimberlin, właściciel gospody w górnej Alzacji, poszedł za przykładem frankońskim i powiódł tłumy biedoty i chłopstwa przeciwko Żydom i ich mieniu. Nazwa tej grupy – Armlederzy pochodziła prawdopodobnie stąd, iż nie używali oni pochew, nosząc nagie miecze na skórzanych rapciach.
Dokonywali oni masakr i mordów gmin żydowskich w małych miasteczkach alzackich. Oblęgli Kolmar, gdzie schronili się ocaleni z pogromów Żydzi. Dopiero odsiecz wojsk cesarza Ludwika IV, uwolniła oblężone miasto. 17 maja 1338 panowie  Alzacji zawiązali pod przewodnictwem biskupa Strasburga sojusz przeciwko Armlederom. Walki zakończyły się podpisaniem 10-letniego rozejmu.